# Visoka renesansa
V umetnostni zgodovini je visoka renesansa kratko obdobje najbolj izjemne umetniške produkcije v italijanskih državah, zlasti v Rimu, glavnem mestu Papeške države in v Firencah, v času italijanske renesanse. Večina umetnostnih zgodovinarjev navaja, da se je visoka renesansa začela okoli leta 1495 ali 1500 in se končala leta 1520 s smrtjo Rafaela, čeprav nekateri pravijo, da se je visoka renesansa končala leta 1525 ali leta 1527 z opustošenjem Rima vojske cesarja Karla V. ali približno 1530 (glej naslednji odstavek za specifična mnenja umetnostnih zgodovinarjev). Najbolj znani predstavniki slikarstva, kiparstva in arhitekture visoke renesanse so Leonardo da Vinci, Michelangelo, Rafael in Bramante. V zadnjih letih so nekateri akademski umetnostni zgodovinarji pogosto kritizirali uporabo izraza kot preveč poenostavljen umetniški razvoj, ignoriranje zgodovinskega konteksta in osredotočenje le na nekaj ikoničnih del. 

## Izvor pojma
Izraz »visoka renesansa« je prvič uporabil Jacob Burckhardt v nemščini (Hochrenaissance) leta 1855 in izvira iz »visokega sloga« slikarstva in kiparstva časovnega obdobja okoli začetka 16. stoletja, ki ga je opisal Johann Joachim Winckelmann leta 1764. Z razširitvijo splošne rubrike renesančne kulture so vizualne umetnosti visoke renesanse zaznamovale obnovljen poudarek na klasični tradiciji, širitvi pokroviteljskih mrež in postopnemu umirjanju figuralnih oblik v kasneje poimenovani manierizem.

## Obdobje
Alexander Raunch v Umetnosti visoke renesanse in manierizma v Rimu in srednji Italiji, 2007, navaja, da se je visoka renesansa začela leta 1490, medtem ko je Marilyn Stokstad v Art History 2008, zapisala, da se je začela leta 1490. Frederick Hartt navaja, da je Da Vincijeva Zadnja večerja, katere slikanje se je začelo leta 1495 in zaključilo leta 1498, popolnoma prekinila z zgodnjo renesanso in ustvarila svet, v katerem sta delala Michelangelo in Rafael, medtem ko je Christoph Luitpold Frommel v 2012 v svojem članku Bramante in izvori visoke renesanse navedel, da je Zadnja večerja prvo visoko renesančno delo, vendar dodaja, da je bilo največje obdobje visoke renesanse 1505 do 1513. David Piper v The Illustrated History of Art, 1991, tudi navaja Zadnjo večerjo kot delo visoke renesanse in eno najbolj vplivnih slik iste, vendar kontradiktorno navaja, da se je visoka renesansa začela šele po letu 1500. Burchkardt je izjavil, da se je visoka renesansa začela ob koncu 15. stoletja, medtem ko je Franz Kugler, ki je napisal prvo "moderno" raziskovalno besedilo, Handbook of Art History leta 1841 in Hugh Honor in John Fleming v The Visual Arts: A History, 2009, navajajo, da se je visoka renesansa začela v začetku 16. stoletja. Še eno izvirno umetniško delo, ki je nastalo v časovnem obdobju 1495-1500, je bilo Michelangelova Pietà, ki je bila nameščena v baziliki sv. Petra v Vatikanu, ki je bila izdelana leta 1498-99.
Za razliko od večine drugih umetnostnih zgodovinarjev, Manfred Wurdram, v Mojstrovinah zahodne umetnosti, 2007, dejansko navaja, da je zoro visoke renesanse napovedala da Vincijeva Čaščenje Magov iz leta 1481, za katero je bila dokončan le spodnji del .
Kar zadeva konec, Hartt, Frommel, Piper, Wundrum in Winkelman vsi trdijo, da se je visoka renesansa končala leta 1520 s smrtjo Rafaela. Honour in Fleming sta izjavila, da je bila visoka renesansa prva četrtina 16. stoletja, kar bi pomenilo, da bi se končala leta 1525. Nasprotno pa je Luigi Lanzi v svoji Zgodovini italijanskega slikarstva, 1795–96, izjavil, da se je končala s plenjenjem Rima leta 1527, ko je umrlo več umetnikov in veliko drugih odšlo iz Rima in Stokstad se s tem strinja. Raunch trdi, da je bilo leto 1530 smatrano kot konec visoke renesanse. Hartt dodaja, da je bilo od leta 1520 do 1530 prehodno obdobje med visoko renesanso in manierizmom.

## Arhitektura
Visoko renesančni slog v arhitekturi se konvencionalno začne z Bramantejem, čigar Tempietto pri S. Pietru v Montoriju v Rimu se je začel graditi leta 1510. Tempietto pomeni popolno oživljanje antične rimske spomeniške arhitekture. David Watkin piše, da je Tempietto, tako kot Rafaelova dela v Vatikanu (1509-
11), »poskus uskladitve krščanskih in humanističnih idealov«. 

## Slikarstvo
Visoka renesansa v slikarstvu je bila vrhunec raznolikih izraznih sredstev  in različnih napredkov v slikarski tehniki, kot je linearna perspektiva, realistična upodobitev tako fizičnih kot psiholoških značilnosti in manipulacija svetlobe in teme, vključno s tonskim kontrastom, sfumato (ublažitev prehoda med barvami) in Chiaroscúro (kontrast med svetlimi in temnimi), v enotnem slogu poenotenja, ki izraža celoten kompozicijski red, ravnotežje in harmonijo.  Zlasti posamezni deli slike so imeli zapleteno, vendar uravnoteženo in dobro povezano razmerje s celoto. Slikarstvo visoke renesanse velja za absolutni zenit zahodnega slikarstva in je doseglo uravnoteženje in spravo, v harmoniji, kontradiktornih in navidezno medsebojno izključujočih se umetniških pozicij, kot so: resnično proti idealu, gibanje proti počitku, svoboda proti zakonu, prostor v primerjavi z ravnino in linija proti barvi. Visoka renesansa se je tradicionalno obravnavala kot velika eksplozija ustvarjalnega genija, po modelu umetnostne zgodovine, ki ga je najprej predlagal Firenčan Giorgio Vasari.
Slike v Vatikanu, ki sta jih naslikala Michelangelo in Rafael, pravijo nekateri znanstveniki, kot je Stephen Freedberg, predstavljajo vrhunec sloga visoke renesanse v slikarstvu, zaradi ambicioznega obsega teh del, skupaj s kompleksnostjo njihove sestave, ki je pozorna na človeške figure in s poudarjenim ikonografskim in dekorativnim sklicevanjem na klasično antiko, je mogoče obravnavati kot simboliko visoke renesanse.
Tudi relativno manj pomembni slikarji tega obdobja, kot sta Fra Bartolommeo in Mariotto Albertinelli, so ustvarili dela, ki so še vedno hvaljena zaradi harmonije njihovega oblikovanja in tehnike. Podolgovata razmerja in pretirana poza v poznih delih Michelangela,  Andrea del Sarta in Correggia prefigurira tako imenovani manierizem, kot se v zgodovini umetnosti omenja slog pozne renesanse.
Mirno vzdušje in svetle barve slik Giorgioneja in zgodnjega Tiziana ponazarjajo visokorenesančni slog, kot ga izvajajo v Benetkah. Drugi prepoznavni deli tega obdobja so da Vincijeva Mona Liza in Rafaelova Atenska šola. Rafaelova freska, postavljena pod lokom, je virtuozno delo perspektive, kompozicije in risbe.
V zadnjih letih so umetnostni zgodovinarji visoko renesanso označili kot gibanje v nasprotju z obdobjem, eno izmed več različnih eksperimentalnih odnosov do umetnosti konec 15. in v začetku 16. stoletja. To gibanje je različno označeno kot konzervativno , kot odraz novega odnosa do lepote , premišljen proces sintetiziranja eklektičnih modelov povezanih z modo v literarni kulturi  in odraža nove skrbi z razlago in pomenom .

## Kiparstvo
Visoko renesančno kiparstvo, ki ga ponazarjajo Michelangelova Pietà in ikonski David, je značilno »idealno« ravnotežje med mirno in gibalno. Običajno so kipe naročali javnost in država, ki je postala vse bolj priljubljena draga oblika umetnosti. Kiparstvo se je pogosto uporabljalo za okrasitev ali poudarek arhitekture, običajno na dvoriščih, kjer so drugi lahko študirali in občudovali naročeno umetniško delo. Bogati posamezniki, kot so kardinali, vladarji in bančniki, so bili bolj verjetno zasebni pokrovitelji skupaj z zelo bogatimi družinami; Papež Julij II. je tudi podpiral številne umetnike. V času visoke renesanse so se razvijali majhni kipci za zasebne pokrovitelje, prav tako pa se je razvijalo tudi oblikovanje doprsnih kipov in grobnic. Predmet, povezan s kiparstvom, je bil večinoma verski, a tudi pomemben del klasičnih posameznikov v obliki grobnih kipov in slik ter stropov stolnic.